# Jauhen Missjulja
Jauhen Missjulja (belarussisch Яўген Місюля, engl. Transkription Yauhen Misyulya, russisch Евгений Николаевич Мисюля – Jewgeni Nikolajewitsch Misjulja – Yevgeniy Misyulya; * 13. März 1964 in Hrodna) ist ein ehemaliger belarussischer Geher, der vor allem auf der 20-Kilometer-Distanz erfolgreich war.
Für die Sowjetunion startend belegte er bei den Olympischen Spielen 1988 in Seoul den 27. Platz. Bei den Leichtathletik-Weltmeisterschaften 1991 in Tokio gewann er hinter Maurizio Damilano und Michail Schtschennikow die Bronzemedaille.
Bei den Weltmeisterschaften 1993 erreichte Missjulja – nun unter belarussischer Flagge – den fünften Platz. 1994 holte er bei den Europameisterschaften in Helsinki die Silbermedaille hinter Michail Schtschennikow und vor Valentí Massana. Seine zweite Medaille bei Weltmeisterschaften errang er 1995 in Göteborg, wo er das Ziel hinter Michele Didoni und Valentí Massana als Dritter erreichte.
1996 wurde er bei den Olympischen Spielen in Atlanta Neunter über 20 km. Ausnahmsweise startete er auch im 50-km-Gehen, erreichte das Ziel allerdings nicht. 1997 belegte er sowohl beim Weltcup der Geher in Poděbrady als auch bei den Weltmeisterschaften in Athen den sechsten Rang.
Weitere Platzierungen und den ersten Zehn erreichte Missjulja später noch bei den Europameisterschaften 2002 in München und im selben Jahr beim Weltcup der Geher in Mézidon-Canon. 2004 in Athen nahm er im Alter von 40 Jahren zum vierten Mal an Olympischen Spielen teil und belegte den 19. Platz.
Jauhen Missjulja ist 1,77 m groß und wog zu Wettkampfzeiten 68 kg. Er ist mit Natallja Missjulja verheiratet, die ebenfalls als Geherin erfolgreich war.